# Pensando (revista)
A Pensando: Revista de Filosofia é um periódico científico editado pelo Programa de Pós-Graduação em Filosofia da Universidade Federal do Piauí. Publicada desde seu lançamento em 2010, esta revista está indexada em várias bases como Latindex e DOAJ.
Na avaliação do Qualis realizada pela Coordenação de Aperfeiçoamento de Pessoal de Nível Superior (CAPES), este periódico foi classificado no extrato A2 para a área de Filosofia, a partir de 2022.